# Paraphago
Paraphago is een monotypisch geslacht van straalvinnige vissen uit de familie van de hoogrugzalmen (Distichodontidae).

## Soort
- Paraphago rostratus Boulenger, 1899